# Polyclathra cucumerina
Polyclathra cucumerina là một loài thực vật có hoa trong họ Cucurbitaceae. Loài này được Bertol. miêu tả khoa học đầu tiên năm 1840.

## Hình ảnh

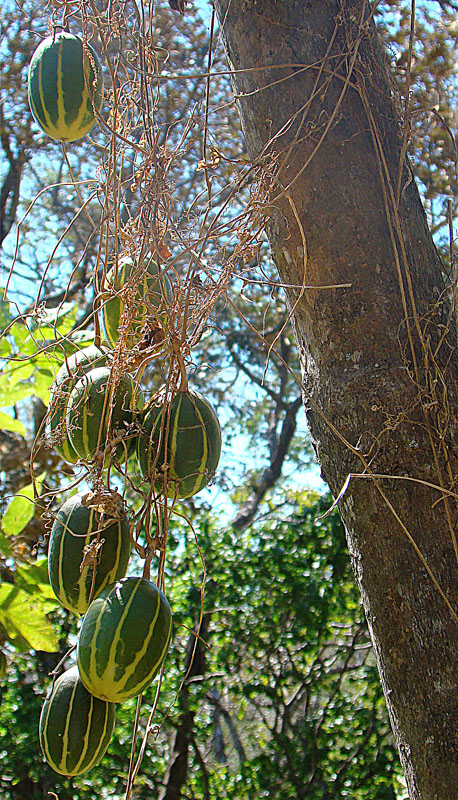